# Чехословачка Социјалистичка Република
Чехословачка Социјалистичка Република (ЧССР; чеш. и свк. Československá socialistická republika (ČSSR)) је била држава у централној Европи, која је постојала од 1945. до 1990. године.
Заменила је дотадашњу Чехословачку Републику (ЧСР) (1918—1938), а њу је наследила Чешка и Словачка Федеративна Република (ЧСФР) (1990—1992).
Званично је створена доношењем новог устава 11. јула 1960, мада је то у суштини било само промена имена ('социјалистичка') у веч раније социјалистичку државу.
Уставним одредбама које су ступиле на снагу 1. јануара 1969. ЧССР је федерализована — створене су Чешка Социјалистичка Република (ЧСР) и Словачка Социјалистичка Република (ССР).
Уставним законом федералног парламента Чехословачке, који је ступио на снагу 29. марта 1990. „О промени назива Чехословачке Социјалистичке Републике“ име је промењено у краткотрајно Чехословачка Федеративна Република (који је убрзо замењен са Чешка и Словачка Федеративна Република (ЧСФР).

## Историјат

### Историјска позадина
Након што је Црвена армија ослободила Чехословачку од немачке окупације, у априлу 1945. године је проглашена Трећа република, а на власт је дошао Народни фронт унутар којег је деловало шест странака. на вишестраначким изборима 1946. године, уверљиву победу однели су комунисти. На изборима у мају 1947. године, комунисти нису освојили већину у Парламенту, због чега су Совјети захтевали одстрањење „буржоазије и реакционарних елемената“ из владе.
Фебруара 1948. године, комунисти су извршили пуч и преузели власт у Чехословачкој. Едвард Бенеш, дотадашњи председник, дао је оставку. након усвајања новог устава у мају 1948, Чехословачка је званично постала Народна република, иако је задржано старо име Чехослоавчка Република, те стари грб и застава.
Дана 11. јула 1960. године, био је усвојен нови устав, у којем је име земље промењено у Чехословачка Социјалистичка Република.

### Социјалистичка Република
Постојање Социјалистичке републике највише је обележило Прашко пролеће 1968. године и његово гушење од стране Варшавског пакта. У духу политике Нормализације, Чехослоавчка је постала федерација Чешке и Словачке Социјалистичке Републике.
Током 1970-их, примећено је јачање опозиције, међу којом је један од истакнутијих представника био и Вацлав Хавел.
У процесу распадања источног блока, комунисти су сишли с власти током Плишане револуције 1989. године. Почеком 1990. године, усвојено је ново име државе — Чешка и Словачка Федерална Република. Дана 1. јануара 1993. године, федерација је укинута, а Чешка и Словачка су постале независне републике.

## Политика
На власти у Чехословачкој је званично био Народни фронт, унутар којег је највише утицаја имала Комунистичка партија Чехословачке. Након разлаза Тито-Стаљин 1948. године, у духу антититоистичке политике, из партије је искључено око 500.000 дотдашњег чланства. Неки утицајнији комунисти су затворени током ових чистки, под оптужбом да су титоисти, попут Рудолфа Сланског, Владимира Клементиса, Густава Хусака и осталих.
Секретар партије од 1953. до 1968. био је Антоњин Новотни, а након њега 1969. Густав Хусак, који је постао и председник Републике 1975. године.

## Економија
Економија Чехословачке у овом периоду заснивала се на планираној командној економији, по узору на Совјетски Савез. Превладавала је тешка прерађивачка индустрија, металургија, производња хемикалија, хране и текстила. Пољопривреда је заузимала мањи део сектора, али је становништво увек било опскрбљено довољном количином хране. Године 1986, 80% чехословачке трговине ишло је са земљама социјалистичког блока.
Највећи изазов привредног развоја Чехословачке је представљао развој источне Словачке, која се налазила дубоко испод живнотног стандарда западних делова земље. Због тога су у Словачкој изграђене бројне фабрике, модернизовани градови и инфрастурктура. После другог светског рата је изграђен потпуно нови град Дубница на Ваху. Прва нуклеарка у Чехословачкој се налазила у Јасловским Бохуницама исто у Словачкој. Процес изједначивања нивоа развијености обе републике је трајао све до краја 1980-их је држава успела и ниво развоја Чешке и Словачке пре распада земље је достигао стања 1:1.